# Mamenchisauridae
Mamenchisauridae è una famiglia di dinosauri sauropodi, descritta dai paleontologi cinesi C.C. Young e X. Zhao, nel 1972, in un documento che descriveva Mamenchisaurus, il genere tipo della famiglia. Altri mamenchisauridi inclusi nella famiglia sono Chuanjiesaurus, Eomamenchisaurus, Hudiesaurus, Tienshanosaurus, Omeisaurus e Tonganosaurus. I fossili di Mamenchisaurus e Omeisaurus sono stati entrambi ritrovati nella formazione Shangshaximiao, risalente all'Oxfordiano, circa 161.2-155.7 milioni di anni fa. I fossili di Chuanjiesaurus risalgono a circa 175.6-161.2 milioni di anni fa, mentre quelli di Eomamenchisaurus sono stati ritrovati nella formazione Zhanghe, che si ritiene risalire a circa 175.6-161.2 milioni di anni fa. Infine, i fossili di Tonganosaurus sono molto più antichi risalenti al Giurassico inferiore.
L'istologia delle ossa lunghe di questi animali ha consentito ai ricercatori di stimare l'età esatta raggiunta da un esemplare al momento della morte. Uno studio condotto da Griebeler et al. (2013) ha esaminato le ossa lunghe e ha concluso che l'esemplare PSC 2006/9, un mamenchisauride ancora non descritto e senza nome, al momento della sua morte pesava 25,075 chilogrammi (27.6 tonnellate), e raggiunse la maturità sessuale a 20 anni, morendo a 31 anni.